# ARBOS - Société pour la musique et le théâtre
ARBOS - Gesellschaft für Musik und Theater (ARBOS - Société pour la musique et le théâtre) est une association autrichienne pour la promotion de nouvelles approches du théâtre musical.
L'association travaille comme sponsor de projets, principalement pour ceux d'Herbert Gantschacher (de). Des concerts scéniques, le "Théâtre des Jeunes", le théâtre pour sourds, des salles scéniques, des expositions théâtrales et des formes d'art transfrontalier se déroulent sous son toit. Le président est Herbert Gantschacher, et son adjoint est Markus Rupert.
Le metteur en scène Herbert Gantschacher organise le « Festival européen et international de théâtre sourd » annuel à Vienne via ARBOS.
ARBOS organise le festival biennal « Théâtre sans frontières » (''Theater ohne Grenzen'') avec le théâtre polonais pour sourds « Teatr 3 » de Szczecin.